# Река Потудань
«Река Потудань» — реалистическая повесть Андрея Платонова, написанная в 1936 году. Одно из центральных произведений в творчестве Андрея Платонова.

## Сюжет повести
Возвращается с фронта домой боец Никита Фирсов, «человек лет двадцати пяти от роду, со скромным, как бы постоянно опечаленным лицом». Он идёт вдоль реки Потудань. Дома его встречает отец.
Никита встречается с Любой — подругой детства, дочерью покойной учительницы. Дом их всегда отличался от дома Фирсовых аккуратностью и изысками, даже сравнительным богатством обстановки, а интеллигентность матери Любы удерживала отца Никиты от женитьбы на ней. Люба учится на врача.
Никита и Люба становятся друзьями, Никита постоянно ухаживает за изнурённой голодом и учёбой девушкой, несмотря на то, что вынужден много работать в той же мастерской, что и отец. Он носит ей еду из своей столовой. У Любы умирает единственная подруга; Никита с трудом достаёт доски для гроба. Никита и Люба сближаются.
Никита настолько переполнен своими чувствами, что испытывает слабость рядом с любимой. Это его мучает и зимой он сбегает в соседний город, надеясь утопиться в Потудани. Он устраивается у базарного сторожа, и молча, живёт у него, пока его не находит отец. Речь возвращается, Никита спрашивает о Любе, узнаёт, что она топилась в Потудани, но выжила, теперь же очень простудилась. Никита бежит к Любе, остаётся у неё, почти умирающей. Люба выживает.

## О повести
Рассказ увидел свет в сборнике платоновской прозы, которому и дал название. Книга была сдана в набор 15 декабря 1936 года, подписана в печать 21 июля 1937-го и, таким образом, появилась на прилавках не раньше осени 1937 года. Маленькая, объемом в шесть с половиной авторских листов, изданная тиражом в пять тысяч экземпляров под редакцией дочери видного большевика Феликса Кона Елены Усиевич. Семь рассказов в ней располагались в следующем порядке: «Река Потудань», «Бессмертие», «Третий сын», «Фро», «Глиняный дом в уездном саду», «Семен» и «Такыр».
Основным мотивом в повести проходит тема проницаемости границы существования, восходящая к творчеству Гоголя. Она обозначена рекой, как символическим стержнем сюжета, его ритуальными расширениями, такими как мотив инициации героя, когда он уходит на базар. Акцентируют мотив описания прозрачности пространства, выраженные в заглядывание в окна, под лёд реки, а также ониристический код, сближающий явь и бредовые видения больного Никиты.
Повесть предельно проста, лирична и почти лишена страшных сцен, характерных для опального творчества Платонова. «Река Потудань» делает Платонова первым советским писателем, обнаружившим огромную глубину и сложнейшую внутреннюю жизнь у бедных и неграмотных слоёв населения, из которых вышел и сам писатель. Его герои не знают своих чувств, от того изумляет их простота и неподдельность. В самой лирической повести Платонова также важнейшую роль играют детали в описаниях. Всё это притягивало в разное время к повести множество творцов, превращавших её в спектакли и кинофильмы.

## Постановки в кино
- «Одинокий голос человека» (1978) — дебютная картина Александра Сокурова и Юрия Арабова, вышедшая на экраны в 1987 году. Картина включает в себя эпизоды из других повестей Платонова, однако сюжет «Реки Потудань» остаётся центральным. Картина наиболее точно воспроизводит своеобразный язык Платонова на экране. Авторов картины консультировала лично вдова писателя.
- «Возлюбленные Марии» (англ. Maria's Lovers, 1984) — фильм режиссёра Андрея Кончаловского, поставленный по мотивам повести. Действие перенесено в США.

## Постановки в театре
- 2009 «Река Потудань» («Студия театрального искусства» (Москва), режиссёр Сергей Женовач. Спектакль принимал участие в VIII Международном фестивале им. А. П. Чехова (2009), спектаклем открывался Московский фестиваль платоновских спектаклей, приуроченный к 110-летию со дня рождения автора. стал лауреатом премии «Золотая Маска» (2010) в номинации «Лучший спектакль малой формы».
- 2010 «Потудань» — дебютный спектакль кукольного театра «Потудань» (Санкт-Петербург), режиссёр Руслан Кудашов. Спектакль стал номинантом Высшей национальной театральной премии России «Золотая Маска 2001», номинантом Высшей театральной премии Санкт-Петербурга «Золотой Софит 2001», обладателем специального приза «За оригинальное решение» на 5-м Всемирном фестивале кукольного искусства (Прага, Чехия, июнь 2001 г.), лауреатом Международного фестиваля «КукART-5» в номинации «Театральный поиск» (СПб, Царское село, июнь 2001 г.), участником 13-го Международного фестиваля кукольного искусства «Коко-Бау» (г. Чунчон, Южная Корея, август 2001 г.), обладателем главного приза «За художественный уровень» на 11-м Международном фестивале кукольного искусства стран Балтии «Молодой век» (Таллинн, Эстония, май 2002 г.), обладателем Гран-при VII Международного театрального фестиваля «Белая Вежа-2002» (Брест, Беларусь, сентябрь 2002 г.)
- 2010 «Счастье» (Новый драматический театр на Печерске (Киев), режиссёр Андрей Билоус
- 2011 «Потудань» — спектакль Этюд-театра (Санкт-Петербург), режиссёр Семён Серзин.
- 2012 «Река Потудань» Воронежский театр драмы имени А. В. Кольцова, режиссёр Владимир Петров.
- 2015 «Река Потудань» — Молодёжный театр «Ключ» (Набережные Челны, Татарстан)[3], режиссёр Никита Кобелев.
- 2018 «Река Потудань» — Псковский академический театр драмы имени А.С. Пушкина (Псков), режиссёр Сергей Чехов.